# 広島 (小惑星)
広島（ひろしま、2247 Hiroshima）は火星と木星の間にある小惑星帯の小惑星のひとつ。1960年にトム・ゲーレルスとファン・ハウテン夫妻によって発見された。その名称は日本の広島に因んでいる。